# Patricia Schulz
Pour les articles homonymes, voir Schulz.
Patricia Schulz, née le 28 juillet 1949 à Genève, est une personnalité suisse, directrice du Bureau fédéral de l'égalité entre femmes et hommes de 1994 à 2010.

## Biographie
Patricia Schulz naît le 28 juillet 1949 à Genève,. Elle étudie le droit à l'université de Genève, où elle obtient une licence en 1972. Elle obtient ensuite son brevet d'avocate en 1974, puis est chargée d'enseignement en droit constitutionnel à l'université de Genève,. Elle y dénonce la sous-représentant des femmes dans le corps professoral et participe à la révision de la loi sur l'université, dont l'un des buts est d'améliorer cette représentation,. Elle participe également à un projet de recherche du Fonds national suisse de la recherche scientifique intitulé "Femme, droit et société".
En 1992, Patricia Schulz est nommée membre de la Commission fédérale pour les questions féminines. De 1994 à 2010, elle est directrice du Bureau fédéral de l'égalité entre femmes et hommes. Nommée en 1993 par la conseillère fédérale Ruth Dreifuss, elle succède à Claudia Kaufmann,. Dans cette fonction, elle s'investit notamment en faveur de la ratification par la Suisse de la Convention sur l'élimination de toutes les formes de discrimination à l'égard des femmes, qui intervient en 1997. Elle obtient également la création d'un Service de lutte contre la violence et c'est pendant son mandat à la tête du Bureau de l'égalité que les violences domestiques deviennent un crime poursuivi d'office en Suisse.
À partir de 2011, elle est membre du Comité de l’ONU sur l’élimination de la discrimination à l’égard des femmes et est la première Suissesse à y siéger,.
Elle est membre pendant une période du Mouvement de libération de la femme.